# Abbey Sings Abbey
Abbey Sings Abbey — студийный альбом американской певицы Эбби Линкольн, выпущенный в 2007 году на лейбле Verve Records. В альбоме пересматривает ряд собственных композиций из прошлых записей.
Это была последняя полноформатная студийная работа исполнительницы.

## Отзывы критиков
| Оценки критиков           | Оценки критиков |
| Источник                  | Оценка          |
| ------------------------- | --------------- |
| All About Jazz            | [ 3 ]           |
| AllMusic                  | [ 4 ]           |
| The Guardian              | [ 5 ]           |
| The Penguin Guide to Jazz | [ 6 ]           |

В рецензии для All About Jazz Сюзанна Лордж отметила, что альбом представляет собой потрясающую коллекцию некоторых из самых запоминающихся работ певицы. Мэтт Коллар из AllMusic написал: «На момент написания этой записи Линкольн перевалило за семьдесят, и она является воплощением жизни, прожитой как исполнительница и любовница, а теперь рассказчица историй в песнях. И хотя она остаётся выдающейся джазовой певицей, здесь она окружила себя эклектичной и органичной небольшой группой, которая наполняет эти треки мягким кантри-блюзовым звучанием в сочетании с клезмером, которое элегантно сочетается с отточенным вокалом Линкольн. Это удивительно чистый и интимный альбом, полный печали и лёгкого аромата романтики. Это загадочные песни-факелы и игривый блюз, мрачные элегии и пронзительные баллады с потрясающе точными текстами и мелодиями самой Линкольн, которые намекают не только на смерть и сожаление, но и на неослабевающую страсть к жизни».

## Список композиций
Слова и музыка всех песен Эбби Линкольн, за исключением отмеченных.
1. «Blue Monk» (Эбби Линкольн, Телониус Монк) — 5:43
2. «Throw It Away» — 5:18
3. «And It’s Supposed to Be Love» — 4:45
4. «Should’ve Been» — 5:26
5. «The World Is Falling Down» — 3:39
6. «Bird Alone» — 4:55
7. «Down Here Below» — 6:51
8. «The Music Is the Magic» — 3:53
9. «Learning How to Listen» — 4:36
10. «The Merry Dancer» — 6:27
11. «Love Has Gone Away» — 4:39
12. «Being Me» — 3:55

## Участники записи
- Аккордеон — Гил Гольдштейн
- Аранжировка (виолончель, аккордеон) — Гил Гольдштейн (4, 7, 11)
- Бас — Скотт Колли
- Виолончель — Дэйв Эггар
- Вокал — Эбби Линкольн
- Гитара, мандолина — Ларри Кэмпбелл
- Звукорежиссёр (ассистент) — Брайан Монтгомери
- Звукорежиссёр, запись, сведение, продюсер — Джей Ньюленд
- Исполнительный продюсер — Дэниел Ричард
- Мастеринг — Марк Уайлдер
- Продюсер — Жан-Филипп Аллар
- Продюсер (ассистент) — Доминик Бернар
- Ударные — Шон Пелтон

Сведения взяты из аннотации к альбому.

## Чарты
| Чарт (2007)                     | Высшая позиция |
| ------------------------------- | -------------- |
| США (Billboard Top Jazz Albums) | 21             |
| Франция (SNEP)                  | 100            |